# Panambi (kommun)
Panambi är en kommun i Brasilien.   Den ligger i delstaten Rio Grande do Sul, i den södra delen av landet, 1 500 km söder om huvudstaden Brasília. Antalet invånare är 38 068.
Följande samhällen finns i Panambi:
- Panambi

Trakten runt Panambi består till största delen av jordbruksmark. Runt Panambi är det ganska tätbefolkat, med 67 invånare per kvadratkilometer.